# Фешендек
Фешенде́к (перс. فشندک‎) — село на севере Ирана, в остане Альборз. Входит в состав шахрестана Талекан. Является частью дехестана (сельского округа) Паин-Талекан бахша Меркези.

## География
Село находится в северо-западной части Альборза, в горной местности южного Эльбурса, к югу от водохранилища Талекан, на расстоянии приблизительно 35 километров к северо-западу от Кереджа, административного центра провинции. Абсолютная высота — 2091 метр над уровнем моря.

## Население
По данным переписи 2006 года население села составляло 1198 человек (615 мужчин и 583 женщины). В Фешендеке насчитывалось 388 семей. Уровень грамотности населения составлял 87,48 %. Уровень грамотности среди мужчин составлял 88,29 %, среди женщин — 86,62 %.